# Stéphane Belmondo
Pour les articles homonymes, voir Belmondo.
 (octobre 2009).
Si vous disposez d'ouvrages ou d'articles de référence ou si vous connaissez des sites web de qualité traitant du thème abordé ici, merci de compléter l'article en donnant les références utiles à sa vérifiabilité et en les liant à la section « Notes et références ».
Stephane Belmondo, né le 8 juillet 1967 à Hyères (Var), est un trompettiste, bugliste et batteur de jazz français.

## Biographie

### Jeunesse et formation
Stéphane Belmondo étudie les percussions et la batterie dès l'âge de six ans, puis l’accordéon à huit ans et adopte la trompette avant l’âge de dix ans. Il intègre la classe d'accordéon classique au conservatoire d'Aix-en-Provence à 12 ans, celle de cornet à pistons à 14 ans, puis la classe de trompette au conservatoire de Marseille à 16 ans.  
À 14 ans, il joue du tango et du bal musette à l'accordéon, dans le big band formé par son père et son frère, Lionel. Il forme avec ce dernier, dès 15 ans, un quintet composé de Philippe Milanta (piano), Thomas Bramerie (basse) et Bruno Ziarelli (batterie), puis Vincent Séno (batterie).

### Débuts professionnels
En 1986, son premier prix de trompette décroché à Marseille à 19 ans, il monte à Paris, aidé par Vincent Seno qui l'engage au Club Saint-Germain, devenu ensuite Le Bilboquet. Son chemin croise alors celui du pianiste René Urtreger qui lui donne de nombreuses occasions de partager la scène, notamment avec Niels-Henning Ørsted Pedersen. Il joue également avec, entre autres, Michel Graillier, Alain Jean-Marie, Maurice Vander, Georges Arvanitas, André Persiani, Gilbert « Bibi » Rovère, Jack Gregg, Riccardo Del Fra, Dominique Lemerle, Jean Bardy, Michel Gaudry, Pierre Michelot, Al Levitt, Tony Rabeson, André Ceccarelli…
En 1987, il rejoint le big band « Lumière » de Laurent Cugny, qui a convaincu l’arrangeur Gil Evans, sa principale source d’inspiration, de venir en France contribuer au répertoire de son orchestre. Il en résulte deux disques et une tournée européenne. La même année, alors qu’il joue au Palace, un club aujourd’hui disparu, Stéphane est entendu par Chet Baker qui l’invite à se joindre à lui pour le concert qu’il doit donner le lendemain au New Morning. Sur scène, Chet présente Stéphane Belmondo à son public comme le trompettiste le plus prometteur de sa génération en Europe. De cette rencontre suivront de longues conversations en tête-à-tête et des bœufs nocturnes qui achèvent de convaincre le jeune homme de suivre la voie de la musique.[réf. nécessaire]
De 1987 à 1990, Stéphane Belmondo fait partie du quartet du pianiste Kirk Lightsey ou du quintet du contrebassiste Pierre Boussaguet, dans lequel jouent son frère, Lionel et Jacky Terrasson, alors à ses débuts. La collaboration avec Boussaguet débouchera sur un disque, qui est l'occasion pour Stéphane d’enregistrer en compagnie de l’une de ses idoles, le trompettiste américain Tom Harrell.

### Années 1990
Après une parenthèse jazz fusion dans le groupe Abus, emmené par Pierrejean Gaucher jusqu’au Chili en 1990, Stéphane Belmondo est engagé par Michel Legrand dans son big band. En plus de séances régulières en studio, il participe à la rencontre de Legrand avec Stéphane Grappelli sur la scène de l’Olympia en 1992. Parallèlement, il devient l’un des piliers du big band créé par son frère avec le saxophoniste François Théberge et il joue également avec le « Big One » de Jean-Michel Pilc.
Entre 1989 et 1993, Guy Monet, patron du Club Saint-Germain-Le Bilboquet, engage les frères Belmondo dans la section rythmique maison composée d'Olivier Hutman (piano), Luigi Trussardi (basse) et Philippe Combelle (batterie). De ces années renaît leur quintette composé d'Henri Florens au piano, Thomas Bramerie à la contrebasse et Jean-Pierre Arnaud à la batterie. Le quintet enregistre deux disques, le premier est gravé en 1993, avant que les deux frères ne rejoignent le trio de Dee Dee Bridgewater qui chante les compositions d'Horace Silver (Love and Peace, Verve). Impressionné par leur contribution, Horace Silver leur décernera à tous deux des éloges[réf. nécessaire]. L'année suivante, les frères Belmondo reçoivent le prix Django Reinhardt à l'occasion du second album du quintet, For All Friends. 
Stéphane Belmondo est sollicité par Alain Bashung pour participer au disque Chatterton.
Installé à New York à partir de 1995, Stéphane Belmondo poursuit la tournée mondiale de Dee Dee Bridgewater sur le territoire américain qui les mène, entre autres, au festival de Newport et sur la scène du Carnegie Hall. Il joue avec de nombreux musiciens tels qu'Al Foster, Mark Turner, Lew Tabackin (en), Donald Brown (en), Franck Amsallem… Il forme son quartet avec James Hurt au piano, Ugonna Okegwo à la contrebasse et Nasheet Waits à la batterie, qui se produit notamment au Blue Note.
Entre 1995 et 1999, la carrière de Stéphane Belmondo se partage entre les États-Unis et l’Europe. Il enregistre à New York avec le pianiste Donald Brown, ancien directeur musical d’Art Blakey, ou Billy Higgins ; à Paris il participe avec son frère aux expérimentations du DJ Frédéric Galliano, tête chercheuse du monde des musiques électroniques.
En 1999, le quintet des frères Belmondo publie Infinity, son troisième album.
À son retour à Paris, on entend Stéphane Belmondo dans les groupes du batteur André Ceccarelli, du bassiste Jean-Marc Jafet, ou du pianiste Andy Emler dans un quintet auquel participe le saxophoniste Dave Liebman. Il est encore aux côtés des pianistes Alain Jean-Marie, Franck Amsallem, Michel Graillier, Ivan Paduart et Antonio Faraò quand il ne joue pas en duo avec le guitariste Sylvain Luc (Ameskeri, 1999).
Il fait également partie de l’équipe des professeurs de l’IACP, une école de musique professionnelle dont son frère assure la direction pédagogique.

### Années 2000
En 2001 paraît Live au Plana, le quatrième disque du quintet des frères Belmondo.
Après avoir été l’un des principaux solistes du groupe réuni par François Théberge autour de Lee Konitz pour en célébrer la musique, il fait partie du nouvel ensemble du saxophoniste canadien qui joue le répertoire présenté sur l’album Elénar (Effendi, 2003). Dès le printemps 2003, il interprète l’« Hymne au Soleil », un programme d’œuvres de compositeurs français du XXe siècle tels que Maurice Duruflé, Gabriel Fauré et Maurice Ravel et surtout Lili Boulanger, réorchestrées par Lionel Belmondo, Laurent Agnès et Christophe Dal Sasso pour un ensemble de onze musiciens, où se côtoient jazzmen et instrumentistes de l'Orchestre national de France et de l'Orchestre philharmonique de Radio France.
En 2004, pour le premier disque qu'il signe de son seul nom, à 36 ans, il choisit d'interpréter un répertoires de chansons de Stevie Wonder. On entend sur Wonderland le pianiste Éric Legnini, le contrebassiste américain Paul Imm et le batteur Laurent Robin.
En 2005 paraît Influence, hommage des frères Belmondo au flûtiste Yusef Lateef. Le quintet renaît avec Sylvain Romano (contrebasse), Laurent Fickelson (piano) et Dré Pallemaerts (batterie) pour former, avec Yusef Lateef, un sextet qui se produit en Europe et dans le monde jusqu'en 2008.
En 2007, parait sur B-Flat Recordings, le label créé par les frères Belmondo, Pan Harmonie, le premier album du batteur belge Dré Pallemaerts. Les frères Belmondo participent au premier album du saxophoniste Samy Thiébault, Gaya Scienza, qui fut leur étudiant à l'IACP. On entend pour la première fois Stéphane à la batterie.
En 2008, les deux frères rendent hommage à la MPB (Musica popular brasileira) et à Milton Nascimento. Sur des arrangements de Christophe Dal Sasso, le groupe se compose d'Éric Legnini (piano), Thomas Bramerie (contrebasse) et André Ceccarelli (batterie).

## Instruments
Stéphane Belmondo contribue au développement de modèles de bugle et de trompette du prestigieux facteur d’instruments Henri Selmer Paris, commercialisés en 2001 sous la référence « Concept TT ».

## Récompenses professionnelles
- Victoires du jazz 2006 : meilleur album français pour Influence-Belmondo & Yusef Lateef
- Victoires du jazz 2005 : meilleur album français ; meilleur artiste pour Wonderland-Stéphane Belmondo
- Victoires du jazz 2004 : meilleur album français; meilleur artiste; prix du public pour Hymne au Soleil
- Prix Django-Reinhardt de l'Académie du jazz : meilleur musicien français pour For all friends-Belmondo Quintet
- 2021 : Prix du disque français pour Brotherwood, Belmondo Quintet[1]

## Récompenses
- 2004 : Victoires du jazz dans les catégories Artiste ou formation instrumentale française de l'année
- 2004 : Victoires du jazz dans la catégorie Album jazz instrumental de l'année pour Hymne au soleil (B-Flat recordings/Discograph)
- 2004 : Victoires du jazz dans la catégorie Prix du public pour Hymne au soleil
- 2005 : Victoires du jazz dans la catégorie Artiste ou formation instrumentale française de l'année
- 2005 : Victoires du jazz dans la catégorie Album jazz instrumental de l'année pour Wonderland (B-Flat recordings/Discograph)
- 2006 : Victoires du jazz dans la catégorie Album jazz instrumental de l'année pour Influence (B-Flat recordings/Discograph)

## Discographie

### En tant que leader ou coleader
- 1993 : Lionel et Stéphane Belmondo, Quintet, Jazz à Reims (auto-production)
- 1994 : Belmondo Quintet, For all friends (Challenge) Prix Django Reinhardt de l'Académie du jazz : meilleur musicien français
- 1999 : Stéphane Belmondo et Sylvain Luc, Ameskery (Shaï records)
- 1999 : Belmondo Quintet, Infinity (Shaï records)
- 2000 : Stéphane Belmondo & Creative Art Trio, Endless Love (C.A.E Vulkan Records)
- 2000 : Belmondo Quintet, Live au Plana (Plana Prod)
- 2003 : Belmondo, Hymne au Soleil[2] (B-Flat recordings/Discograph) Victoires du Jazz 2004 : meilleur album français ; meilleur artiste ; prix du public
- 2004 : Stéphane Belmondo, Wonderland[3] (B-Flat recordings/Discograph) Les Victoires du Jazz 2005 : meilleur album français ; meilleur artiste
- 2005 : Belmondo & Yusef Lateef[4], Influence (B-Flat recordings/Discograph) Les Victoires du Jazz 2006 : meilleur album français
- 2008 : Belmondo & Milton Nascimento[5] (B-Flat recordings/Discograph)
- 2009 : Belmondo Quintet, Infinity Live (B-Flat recordings/Discograph)
- 2011 : Stéphane Belmondo, The Same as It Never Was Before (Verve/Universal Music France)
- 2013 : Stephane Belmondo, Ever After (Emarcy/Universal Music France)
- 2013 : Mediterranean Sound[6] par Belmondo Family Sextet chez B-Flat Recordings
- 2021 : Belmondo Quintet, Brotherhood[7] (Jazz and People/B Flat recording)

### En tant que sideman
- Avec Laurent Cugny
  - 1988 : Rythm a ning (EmArcy-Polygram), Big Band Lumière avec Gil Evans
  - 1989 : Golden hair (EmArcy-Polygram), Big Band Lumière avec Gil Evans
  - 1990 : Santander (EmArcy-Polygram), Big Band Lumière
  - 1990 : Dromesko (EmArcy-Polygram), Big Band Lumière
  - 1994 : Yesternow (Verve-Polygram), ONJ
- Avec Marcel Zanini featuring Sam Woodyard
  - 1989 : Patchwork (That's Jazz)
- Avec Abus
  - 1991 : Manège (Musiclip)
- Avec Pierre Boussaguet
  - 1991 : Pierre Boussaguet 5tet Special Guest Tom Harrell (Jazz aux Remparts)
- Avec Michel Legrand
  - 1992 : Legrand/Grappelli (Verve-Polygram), avec Stéphane Grappelli
  - 1995 : Big Band (Verve-Universal)
- Avec Élisabeth Kontomanou
  - 1993 : Elisabeth Kontomanou (EMP)
- Avec Jean-Michel Pilc
  - 1993 : Big one (EMP)
- Avec Simon Goubert
  - 1993 : Couleurs de peaux (Seventh Records)
- Avec Michel Precastelli
  - 1994 : Marazul (CC Production/Harmonia Mundi)
- Avec Marcel Azzola
  - 1994 : L'Accordéoniste, Hommage à Édith Piaf (Verve-Polygram)
- Avec Peter Kingsbery
  - 1994 : Once in a million (Barclay)
- Avec Jean-Loup Longnon
  - 1994 : Cyclades (JMS)
- Avec Jean-Marc Jafet
  - 1994 : Agora (JMS)
  - 2000 : Douceur Lunaire (RDC Records/Mélodie)
- Avec Dee Dee Bridgewater
  - 1995 : Love and peace, A Tribute to Horace Silver (Verve)
- Avec Gilles Naturel
  - 1995 : Naturel (JMS)
- Avec Frédéric Galliano
  - 1997 : Espaces Baroques (F-Com)
  - 1998 : Live Infinis (F-Com), Electronic Sextet
- Avec François Théberge
  - 1997 : Asteur (Lazer Prod)
  - 1999 : François Théberge and The Medium Band (Round Records)
  - 2002 : Music of Konitz (Effendi), avec Lee Konitz
  - 2003 : Elénar (Effendi)
  - 2008 : Soliloque (Cristal Records), avec Lee Konitz
- Avec Manu Pekar & Big Band Passages featuring Dave Liebman
  - 1998 : New Songs (Gorgone Productions)
- Avec Donald Brown (en)
  - 1999 : Enchanté (Space Time Records)
- Avec Andy Emler
  - 1999 : Sombritude (Casa/Disques Concord)
- Avec Chic Hot
  - 1999 : Satyagraha (Lusafrica/Musisoft)
- Avec André Ceccarelli 4tet+
  - 1999 : 61:32 (RCA Victor-BMG France)
- Avec Amalgam-Olivier Renne Quintet
  - 2001 : Osiris (Shaï records)
- Avec Olivier Temime
  - 2002 : Saï Saï Saï (Elabeth)
- Avec Doctor L
  - 2003 : Monkey Dizzyness (Fat Recordings)
  - 2005 : Not your Frequency (Mind & Fat Records)
  - 2005 : The real thing (Mind & Fat Records)
- Avec L’Âme des Poètes
  - 2004 : Prénoms d’Amour (Sowarex asbl)
- Avec Claude Nougaro
  - 2004 : La Note Bleue (Blue Note)
- Avec Christophe Dal Sasso
  - 2004 : Ouverture (Nocturne)
- Avec Carine Bonnefoy
  - 2004 : Something to change (Cristal Records)
- Avec Daniel Mille
  - 2004 : Après la pluie (Universal Music France)
  - 2009 : L'Attente (Universal Music France)
- Avec Jefferson
  - 2005 : Sweet Rendez Vous (Nocturne)
- Avec Psycho
  - 2005 : There must be a revolution somewhere (Mind & Fat Records)
- Avec Nu Tropic
  - 2005 : Você Sabe (Nocturne)
- Avec Kayna Samet
  - 2005 : Entre Deux Je (Barclay-Universal)
- Avec Franck Amsallem
  - 2005 : A week in Paris-A tribute to Strayhorn (Nocturne)
- Avec Boulou et Elios Ferré
  - 2005 : Parisian Passion (BeeJazz Records-Abeille Music)
  - 2006 : Live in Montpellier (Le Chant du Monde-Harmonia Mundi)
  - 2008 : Brothers to Brothers (Nocturne)
- Avec Sophie Alour
  - 2005 : Insulaire (Nocturne)
- Avec Stéphane Spira
  - 2006 : First Page (BeeJazz Records)
- Avec Éric Legnini
  - 2006 : Big Boogaloo (Label Bleu)
- Avec Catia Werneck
  - 2007 : Catia canta Jobim (Poission Heads)
- Avec Dré Pallemaerts
  - 2007 : Pan Harmonie (B-Flat recordings/Discograph)
- Avec Samy Thiebault
  - 2007 : Gaya Scienza (B-Flat recordings/Discograph)
- Avec Valery Graschaire
  - 2008 : Finally (Cristal Records)
- Avec Ji Mob
  - 2008 : Power to the people (Comet Records-Nocturne)
- Avec Omar Sosa
  - 2008 : Afreecanos (Otá Records/Harmonia Mundi)
- Avec Étienne M'Bappé
  - 2008 : Su La Take (O+ Evolution-EMI)
- Avec Avishai Cohen
  - 2009 : Aurora (Blue Note-EMI Music France)
- Avec Aldo Romano
  - 2009 : Origine (Dreyfus Jazz)
- Avec Philippe Gaillot
  - 2018 : (Ilona Records – LIR 8369345)
  - 2021 : (That Sound Records)

#### Chanson
- Avec Alain Bashung
  - 1994 : Chatterton (Barclay)
- Avec Jean-Louis Murat
  - 2003 : Lilith (Labels)
- Avec Yael Naim
  - 2010 : She was a boy (Tôt ou Tard)

### Compilations
- 1989 : Johnny Walker & Jazz, Live in Paris